# Рід (Баварія)
Рід (нім. Ried) — громада в Німеччині, знаходиться в землі Баварія. Підпорядковується адміністративному округу Швабія. Входить до складу району Айхах-Фрідберг.
Площа — 29,21 км2. Населення становить 3159 ос. (станом на 31 грудня 2020).